# تنبون
تنبون (به ژاپنی: 天文 Tenbun) نام دوره ژاپنی است. این دوره بعد از کیوروکو و قبل از کوجی قرار داشت. این دوره از ژوئیه سال ۱۵۳۲ تا اکتبر ۱۵۵۵ به طول انجامید. در طی این دوره امپراتور گو-نارا حکمران ژاپن بود.

## وقایع
۱۵۳۲ (تنبون ۱، روز ۲۴ ماه ۸): یاماشینا هونگانجی /معبد انریاکو را به آتش کشیدند. شورش هوکه در کیوتو.
۱۵۳۶ (تنبون ۵، روز ۲۶ ماه ۲): امپراتور گو-نارا به‌طور رسمی به عنوان امپراتور منصوب شد.
۱۵۴۱ (تنبون ۱۰، روز ۱۴ از ماه ۶): تاکدا هارونوبو (بعداً تاکدا شینگن جای پدرش تاکدا نوبوتورا را گرفت.
۱۵۴۲ (تنبون ۱۱، روز ۲۵ ماه ۸): ایماگاوا یوشیموتو، که دایمیوی ولایت سوروگا بود، ولایت توتومی را فتح کرد؛ و از آنجا، او وارد ولایت میکاوا شده و به مبارزه دایمیوی ولایت اُواری، اودا نوبوهیده پرداخت. نیروهای خاندان ایماگاوا توسط نیروهای اودا شکست خوردند.
۱۵۴۳ (تنبون ۱۲، روز ۲۵ ماه ۸): کشتی ریش پرتقالی در ساحل در تانه‌گاشیما پهلو گرفت، و سلاح گرم برای اولین بار به ژاپن معرفی شد.
۱۵۴۳ (تنبون ۱۳، ماه ۷): جاری شدن سیل در هی‌آن-کیو و مناطق مجاور.
۱۵۴۶ (تنبون ۱۵، روز ۲۰ از ماه دوازدهم): آشیکاگا یوشیترو/شوگون یوشی‌هوشی به عنوان سیزدهمین شوگون از شوگون‌سالاری آشیکاگا شروع به حکمرانی کرد.
۱۵۴۷ (تنبون 16):  پیمان تنبون پیمان دودمان چوسون-ژاپن بسته شد، تجارت محدود به بندر پوسان شد؛ بنابراین پیمان تجارت خاندان سو محدود به ۲۰ کشتی در سال شد.
۱۵۴۸ (تنبون ۱۷، روز ۳۰ از ماه دوازدهم): ناگائو کاگه‌تورا بعداً اوئسوگی کنشین جایگزین برادر بزرگتر خود ناگائو هاروکاگه شد و به عنوان وارث ولایت اچیگو، پیروزمندانه به قلعه کاسوگایاما وارد شد.
۱۵۴۹ (تنبون ۱۸، روز ۲۴ ماه ۲): نوهیمه به ازدواج اودا نوبوناگا درآمد.
۱۵۴۹ (تنبون ۱۸، روز ۳ ماه ۷): یسوعیهای کلیسای کاتولیک به همراه کشیش فرانسیسکو زاویر در کاگوشیما به ژاپن وارد می‌شوند.
۱۵۴۹ (تنبون ۱۸، روز ۲۷ از ماه یازدهم): خاندان ماتسودایرا، ولایت میکاوا به تحت سلطهٔ ایماگاوا یوشیموتو قرار گرفت. «ماتسودایرا تاکه‌چیو» (بعداً توکوگاوا ایه‌یاسو به عنوان گروگان به نزد خاندان ایماگاوا برده می‌شود.
۱۵۵۴ (تنبون ۲۳، ماه ۲): شوگون یوشی‌هوشی نام خود را به آشیکاگا یوشیترو تغییر داد.